# Кальтенберг (Верхняя Австрия)
Кальтенберг (нем. Kaltenberg (Oberösterreich)) — коммуна (Gemeinde) в Австрии, в федеральной земле Верхняя Австрия.
Входит в состав округа Фрайштадт. Население составляет 643 человека (на 31 декабря 2005 года). Занимает площадь 17 км². Официальный код — 40 606.

## Политическая ситуация
Бургомистр коммуны — Херберт Вурц (АНП) по результатам выборов 2003 года.
Совет представителей коммуны (нем. Gemeinderat) состоит из 13 мест.
- АНП занимает 12 мест.
- АПС занимает 1 место.